# Elá (Edom)
Elá (em hebraico: דברי אלה, "sombras" ou "carvalho") era um clã edomita (possivelmente o nome de um chefe de mesmo nome) mencionado em Gênesis 36:31–43.